# Chung Jung-yeon
Chung Jung-yeon (kor. 천정연 ;ur. 4 lipca 1987) – południowokoreańska judoczka. Olimpijka z Londynu 2012, gdzie zajęła dziewiąte miejsce w wadze ekstralekkiej.
Brązowa medalistka mistrzostw świata w 2009, a także igrzysk azjatyckich w 2010. Zdobyła trzy medale na mistrzostwach Azji w latach 2008–2012. Trzecia na uniwersjadzie w 2009 roku.

## Letnie Igrzyska Olimpijskie 2012
| Konkurencja | Rundy eliminacyjne         | Klas. końcowa |
| Konkurencja | Przeciwnik I               | Miejsce       |
| ----------- | -------------------------- | ------------- |
| -48 kg      | Charline Van Snick (BEL) P | 9.            |